# 九溪江乡
九溪江乡，是中华人民共和国湖南省怀化市溆浦县下辖的一个乡镇级行政单位。

## 行政区划
九溪江乡下辖以下地区：
光明村、桐林村、锦林村、搭溪村、华荣村、长岭上村、宝山村、凤形村、来峰村、金星村、乌楼冲村、岔木村、前进村和回春村。